# Nick Aliotti
Nick Aliotti (Pittsburg, Kalifornia, 1954. május 29. –) amerikai amerikaifutball-játékos és -edző, 2019-ben az Arizona Hotshots védőkoordinátora.

## Tanulmányai
A pittsburgi középiskolában érettségizett, majd a UC Davies Aggies running backjeként a gólyacsapat legértékesebb játékosának választották.

## Pályafutása
Diplomaszerzését követően 1978-ban egy szezonra az Oregon Ducks edzőhelyettese lett, majd 1980 és 1983 között az Oregon State Beavers running backjeinek edzője volt. 1984 és 1987 között a Chico State Wildcats alkalmazta, majd 1988-ban visszatért a Duckshoz; először a linebackerek edzőjeként, majd 1993–1994-ben védőkoordinátorként alkalmazták.
Az 1994-es NFL-szezont követően felvették a St. Louis Ramshez, ahol a speciális csapat edzőjeként két szezont töltött, ezután pedig 1998-ban egy szezonra a UCLA Bruins támadókoordinátora lett. 1999-ben védőkoordinátorként visszatért az Oregon Duckshoz, majd a 2013-as Alamo Bowlt követően visszavonult.
2019-ben egy szezonra az Arizona Hotshots védőkoordinátora lett.

## Családja
Édesapja, Joe évtizedekig a U. S. Steel munkatársa, fivére (szintén Joe) amerikaifutball-játékos volt.

## Fordítás
- Ez a szócikk részben vagy egészben  a   Nick Aliotti című angol Wikipédia-szócikk ezen változatának fordításán alapul.  Az eredeti cikk szerkesztőit annak laptörténete sorolja fel. Ez a jelzés csupán a megfogalmazás eredetét és a szerzői jogokat jelzi, nem szolgál a cikkben szereplő információk forrásmegjelöléseként.